# Dasysphinx semicincta
Dasysphinx semicincta är en fjärilsart som beskrevs av Paul Dognin 1914. Dasysphinx semicincta ingår i släktet Dasysphinx och familjen björnspinnare. Inga underarter finns listade i Catalogue of Life.